# 赵若望
赵若望（葡萄牙语：João de França Castro e Moura，1804年3月19日，葡萄牙波尔图区贡多马尔圣科斯米堂区 - 1868年10月16日波尔图塞镇堂区, 波尔图主教宫）是葡萄牙主教，天主教北京总教区和天主教波尔图教区主教。

## 早年

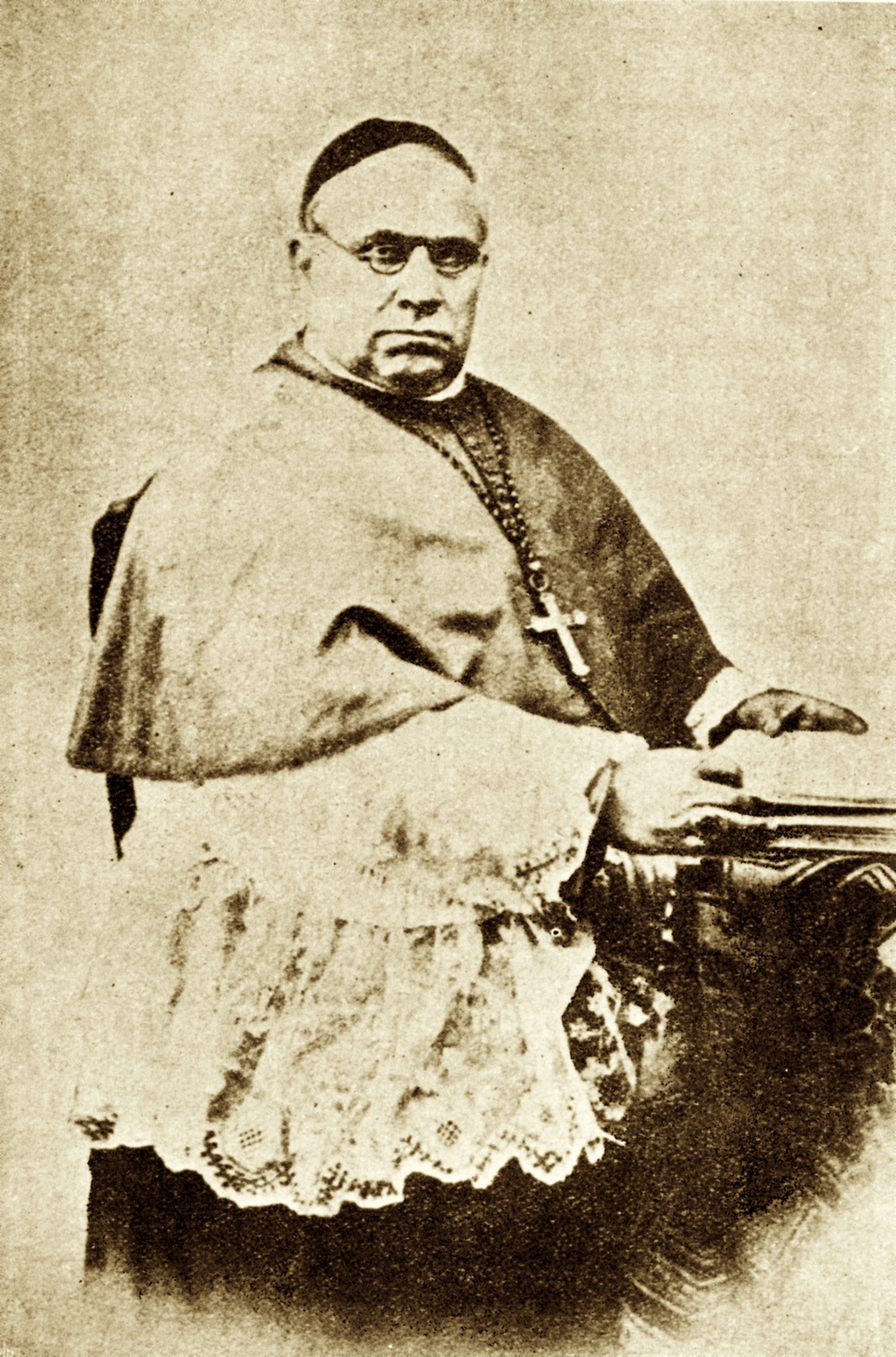
波尔图教区主教赵若望，1887年

赵若望是葡萄牙波尔图区贡多马尔 圣科斯米堂区的农民安东尼奥·若昂·德·弗朗索瓦和表妹罗莎·德·弗朗索瓦·卡斯特罗·莫拉的儿子，九岁时（1815年10月），"他被送到舅舅佩納菲耶爾副主教何塞·德·弗朗索瓦·德·卡斯特罗·莫拉博士那里，学习人文学科。
1820年，他进入波尔图的圣安多尼神学院，当时的主教若望·德·马加莱斯和阿韦拉尔授予他小品神职。1823年，他前往里斯本，进入遣使会的里尔哈福莱斯修道院（Convento de Rilhafoles），准备前往东方传教。

## 中国
1825年4月10日，赵若望启程前往澳门。10月24日到达澳门，在圣若瑟学院继续学业。1829年在菲律宾晋升神父。1830年初，他在澳门举行了第一次弥撒。
同年8月，他前往中国福建省，受到迫害，逃往松江府农村，担任南京教区兼北京教区主教毕学源（Caetano Pereira Pires）的副主教。
1833年11月2日，患疟疾病的赵若望前往北京教区。1838年11月2日，南京教区主教、兼任北京教区宗座署理毕学源主教在北京去世，赵若望被葡萄牙任命为北京教区署理。但是没有祝圣。葡萄牙和罗马教廷之间的外交关系是相互间歇的。1840年罗马教廷任命赵若望为直隶宗座代牧，领衔亚美尼亚克劳迪波利斯主教。赵若望不接受这一任命，葡萄牙政府不批准这一任命。。 

## 北京主教
1841年11月，随着葡萄牙与梵蒂冈关系的恢复，葡萄牙女王玛丽亚二世任命赵若望为北京教区主教。1846年4月28日，教廷传信部向他颁发一份简短的指令：“如果在收信时不是克劳迪波利斯主教，就不再享有北京教区的管辖权。”赵若望选择放弃北京教区的管辖权，于1847年7月14日离开北京教区，于8月抵达澳门。赵若望在华共居留17年。法国遣使会士孟振生兼任北京教区代理。

## 帝汶
1850年11月，他向帝汶的野蛮人传福音，但收效甚微，返回葡萄牙，1853年4月1日抵达里斯本。1857年7月他搬到了坎帕尼扬堂区，即“无助者男孩神学院”（seminário dos meninos Desamparados）所在地。

## 波尔图主教
1862年2月27日他被任命为天主教波尔图教区主教。
1867年6月29日，他前往罗马庆祝圣伯多禄和圣保禄殉难1800周年，教宗授予Prelado assistente ao Sólio pontifício的称号。
他于1868年10月16日去世。